# Theoxapus
Theoxapus is een geslacht van kreeftachtigen uit de klasse van de Malacostraca (hogere kreeftachtigen).

## Soort
- Theoxapus buchanani (Monod, 1956)